# Zwinge (Eichsfeld)
Zwinge (Eichsfeld) este o comună din landul Turingia, Germania.